# 约赫姆·厄伊特德哈赫
约赫姆·厄伊特德哈赫（荷蘭語：Jochem Uytdehaage，1976年7月9日—），荷兰男子速度滑冰运动员。他曾代表荷兰获得2002年冬季奥运会速度滑冰比赛男子5000米和10000米金牌、1500米银牌。